# Pszów
Pszów (in tedesco Pschow) è una città polacca del distretto di Wodzisław Śląski nel voivodato della Slesia.
Ricopre una superficie di 20,42 km² e nel 2004 contava 14 035 abitanti.